# زكريت (قطر)

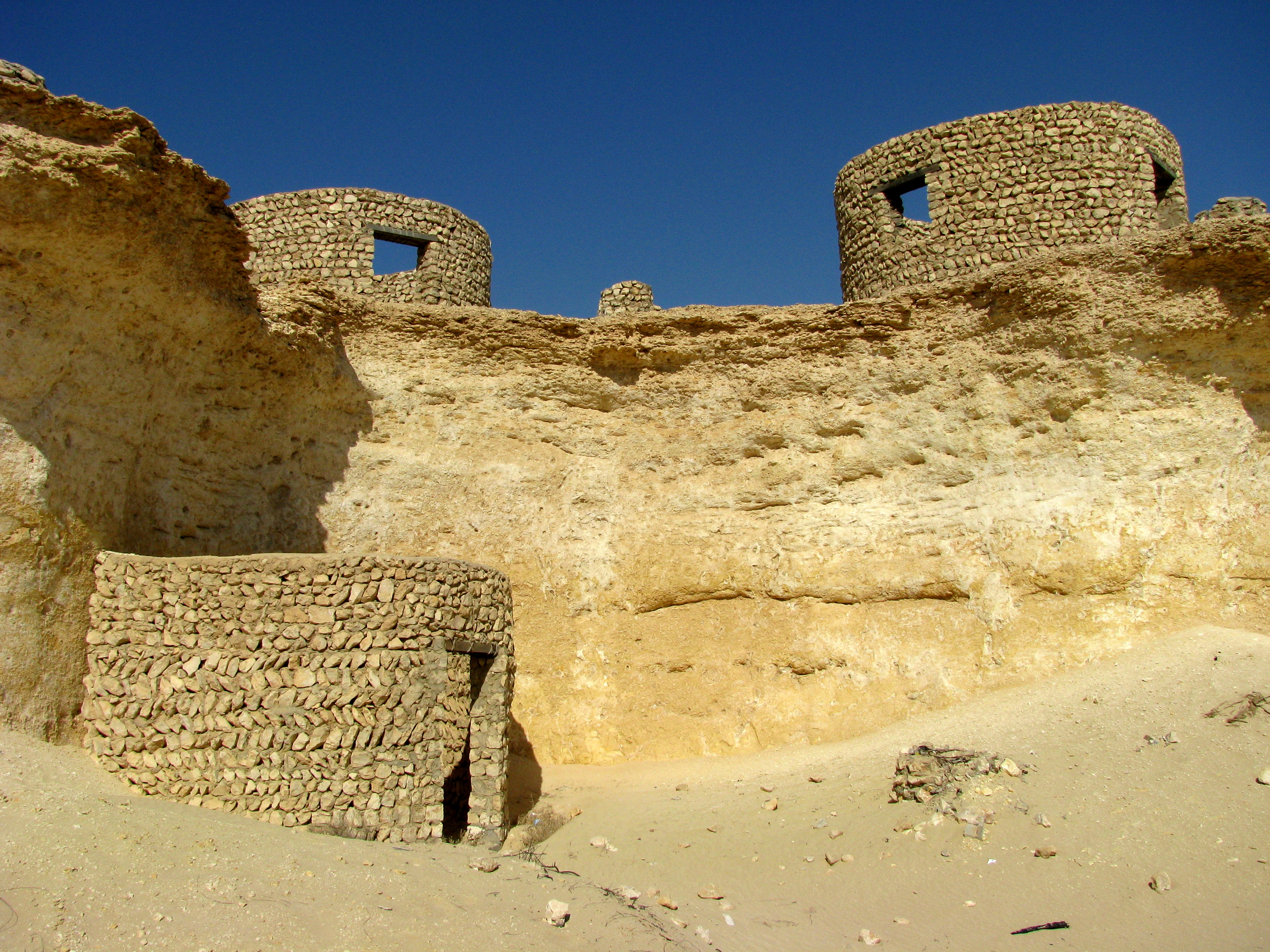
حطام أعيد بنائه داخل زكريت.

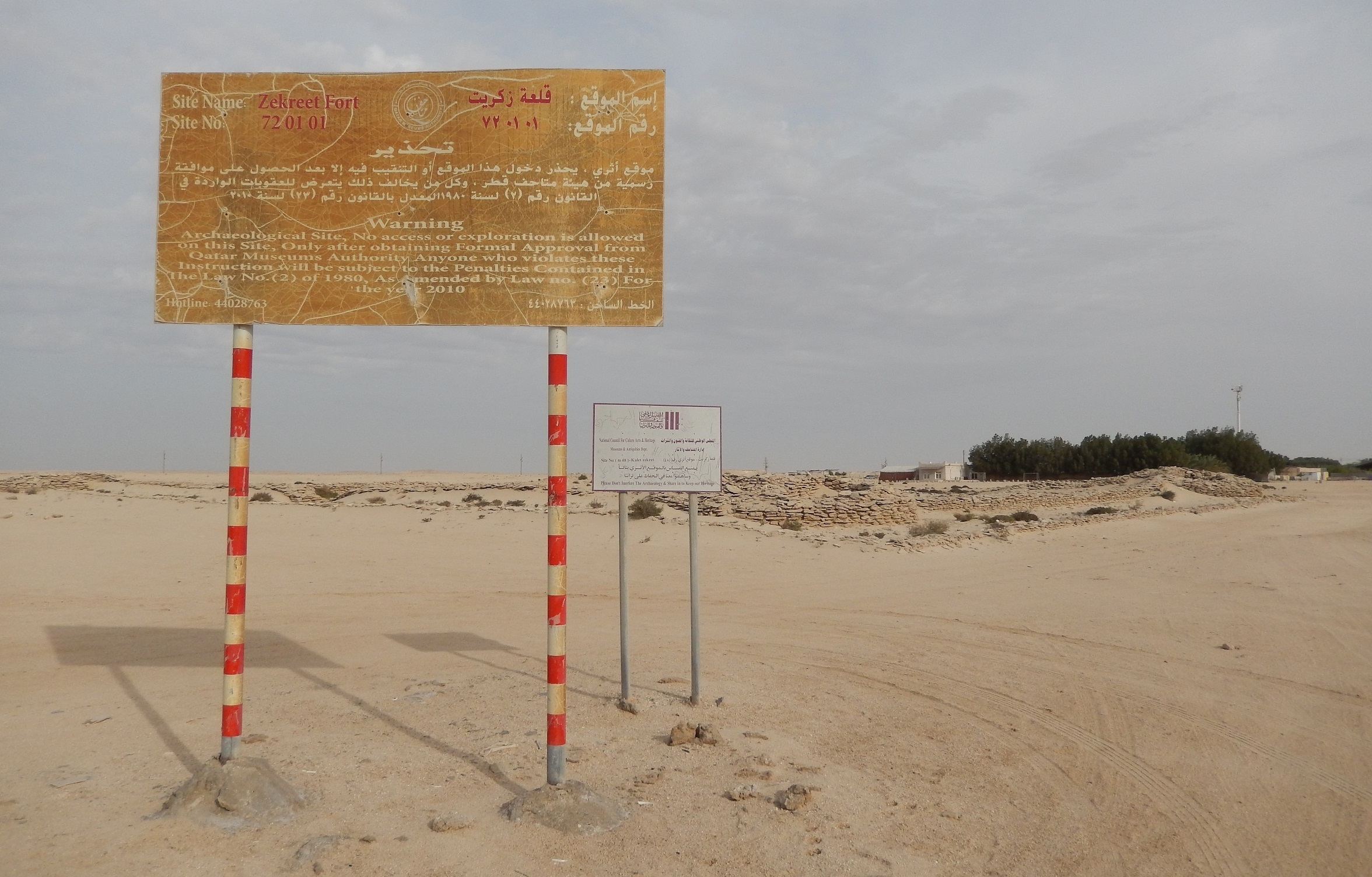
موقع أثري محمي في زكريت.

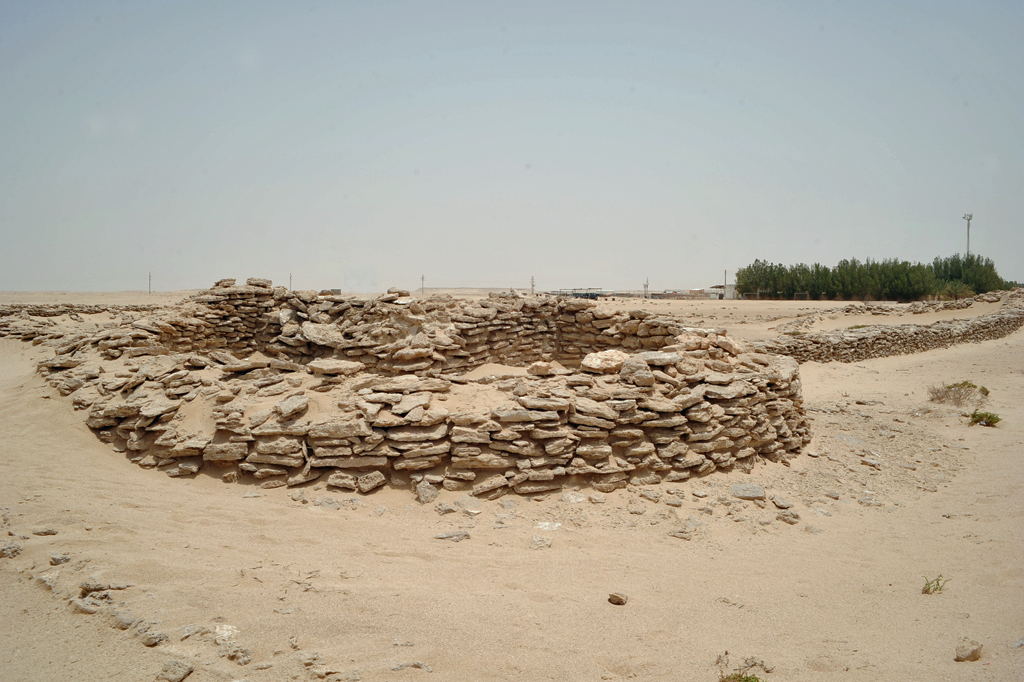
بقايا مبنى قديم في زكريت.

زكريت هي قرية تقع في شمال غرب قطر بالقرب من دخان وحوالي 90 كيلومتر شمال غرب الدوحة. في الأصل كانت منطقة زكريت قد شيدت في الأربعينيات بعد أن بدأت عمليات النفط في قطر. شمل ذلك بناء ميناء للمعدات النفطية وعدد من المنازل الصغيرة التي تطورت في نهاية المطاف إلى قرية. هناك عدد من المعالم السياحية والأطلال القديمة في الموقع ومن أبرزها قلعة زكريت.

## التسمية
تقع منطقة معروفة باسم مشابه يسمى بير زكريت (المعروف أكثر باسم رأس أبروق) جنوب زكريت.

## التاريخ
كان من المحتمل أن يسكن زكريت خلال أواخر القرن الثامن عشر وأوائل القرن التاسع عشر وهو نفس العصر الذي شهد صعود مستوطنتي الزبارة والحويلة القريبتين الغربيتين. المراجع التاريخية للمنطقة في اللغة الإنجليزية نادرة ولكن ذكر عن قلعة محلية من قبل جون غوردون لوريمر الذي ادعى أنه بنيت من قبل القرصان حاكم قطر رحمة بن جابر الجلهمي في حوالي عام 1800. هجرت القرية في حوالي عام 1811 وهي نفس الفترة التي تم فيها الرحيل عن الزبارة.
استوعبت المنطقة أول ميناء في قطر تستخدمه شركات النفط لتفريغ معداتها.

## الآثار
أجريت أول حفريات أثرية في زكريت في 1973-1974 من قبل فريق بقيادة بياتريس دي كاردي. تم اكتشاف قلعة زكريت خلال هذه الفترة. تم حفر المنطقة مرة أخرى من قبل فريق فرنسي من عامي 2002 و 2005 وتم تحليل محتويات هذه الحفريات في عام 2006. المساحة الإجمالية للموقع الذي تم حفره 18,000 متر مربع.
تم اكتشاف الخزف في القرن التاسع عشر في الموقع. بعض الفخار يعود إلى الصين.

## المعالم السياحية للزوار

### قلعة زكريت
تم تأريخ قلعة زكريت إلى أواخر القرن 18 أو أوائل القرن 19. شكل القلعة رباعي الأضلاع مع أربعة أبراج دائرية. في الوقت الأولي من البناء لم يكن للقلعة أي أبراج. أضيفت الأبراج بدلا من ذلك إلى كل جانب في مرحلة إعادة الإعمار. يعتقد أن مرافق دبس التمر كانت في الموقع.

### مدينة السينما
تم بناء مدينة متماثلة في زكريت لاستخدامها في إنتاج الأفلام. تضم قلعة كبيرة محاطة بأشجار النخيل.

## الجغرافيا
تقع زكريت على امتداد صغير من الأراضي المعروفة باسم «شبه جزيرة زكريت» الذي يبرز في الخليج العربي. دخان هي أقرب مستوطنة كبيرة. يقع خليج زكريت الذي يمتد حتى سبخة دخان قبالة الساحل الشمالي الغربي للقرية.

## معرض صور

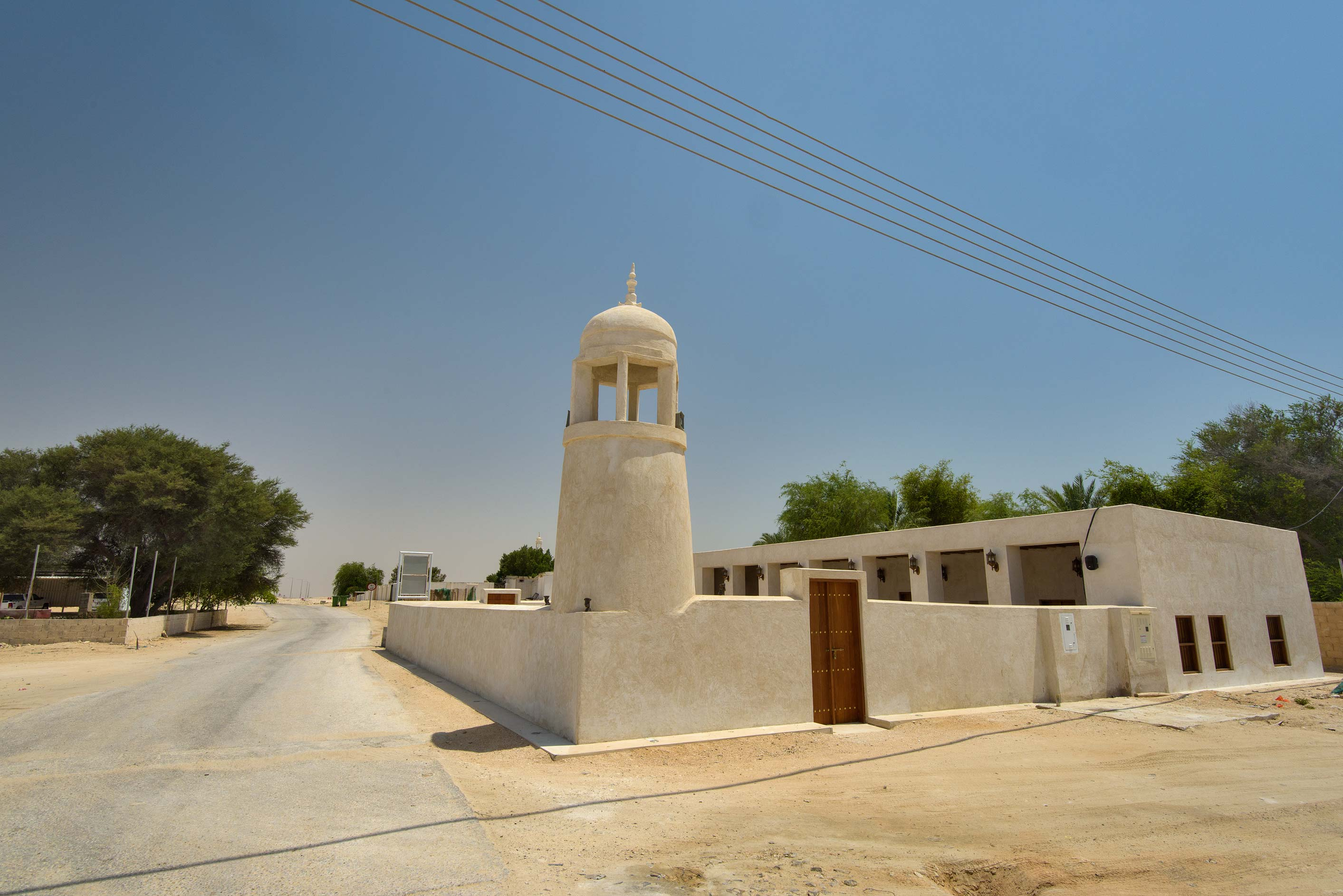
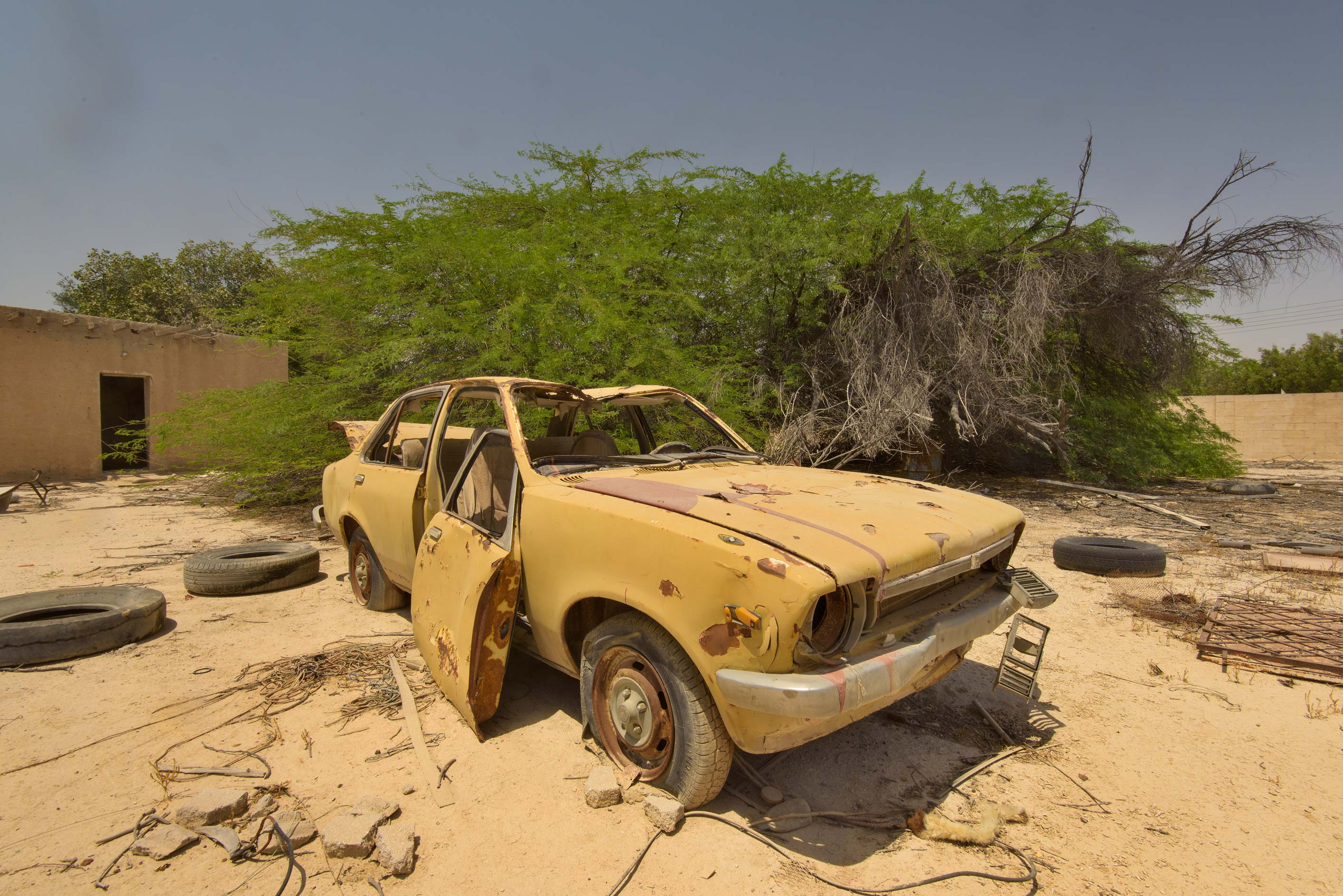
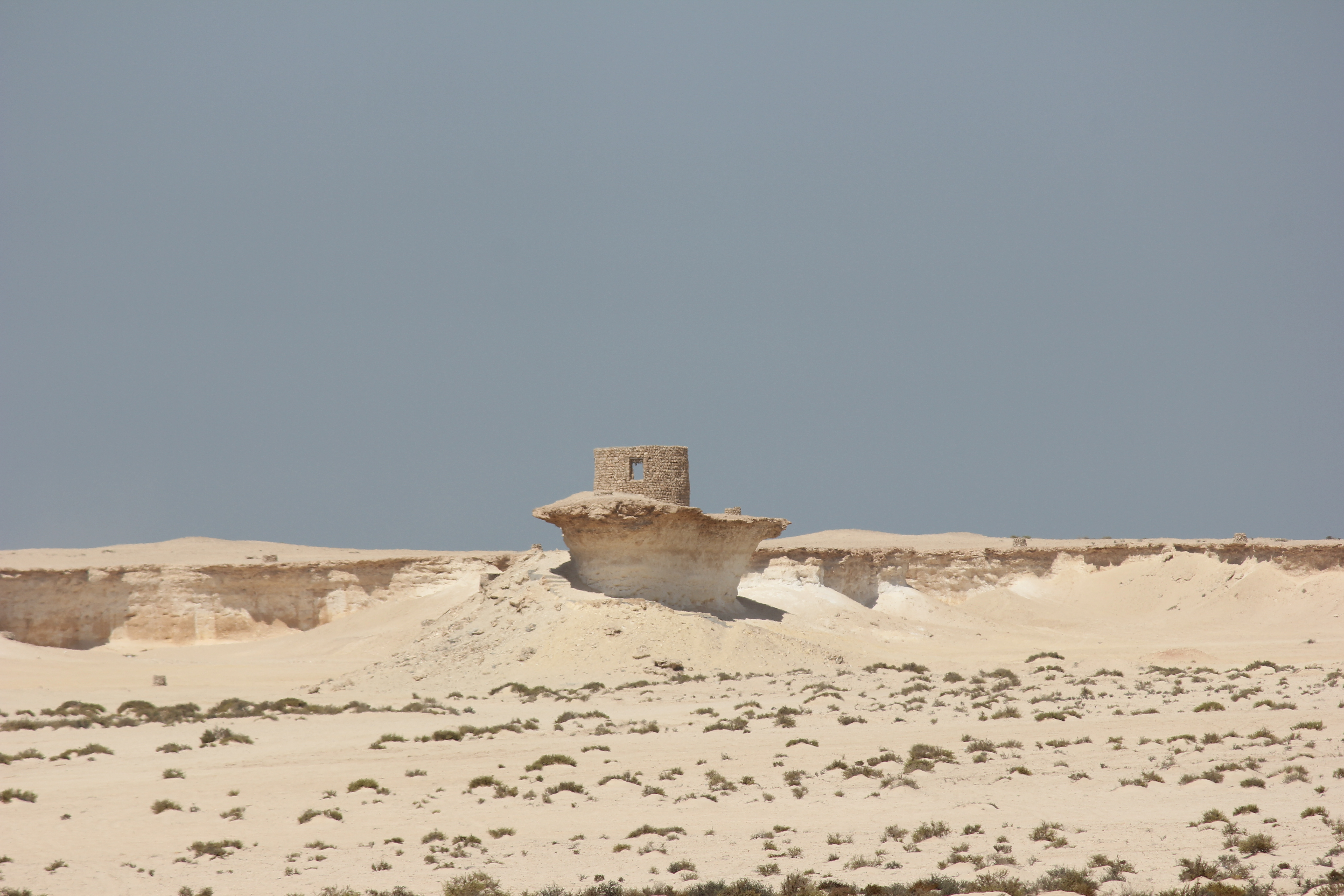
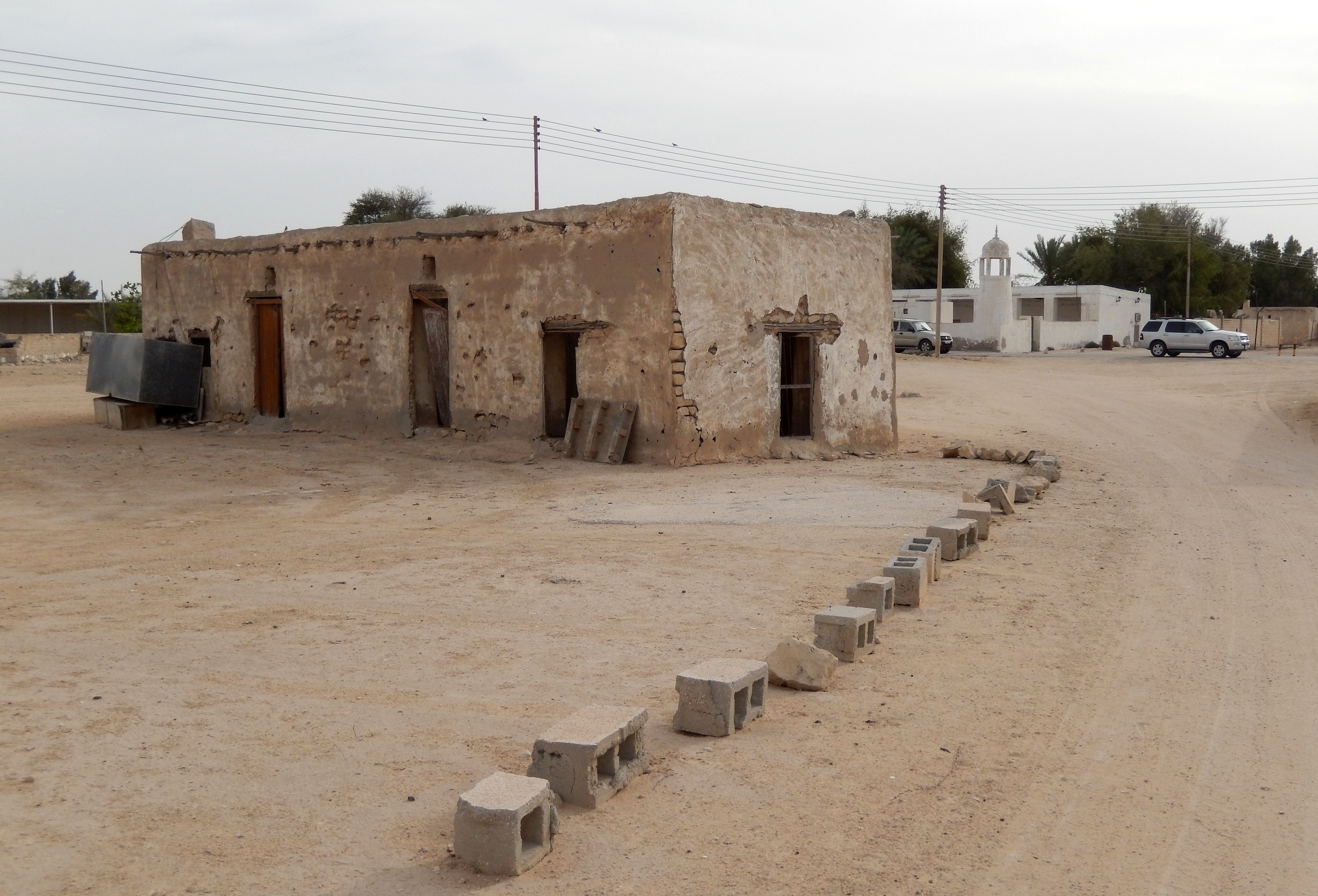